# Toy Story
Toy Story (bra: Toy Story: Um Mundo de Aventuras; prt: Toy Story: Os Rivais) é um filme de animação, aventura e comédia americano lançado em 1995. Conhecido por ser o primeiro filme da história do cinema a ter sido compilado inteiramente por ferramentas de computação gráfica. Foi o precursor dentre os longas-metragens da Pixar e a primeira produção realizada por meio da parceria entre a própria Pixar e sua distribuidora, a Walt Disney Pictures. A história se passa num mundo onde os brinquedos têm vida e fingem ser inanimados quando os humanos estão por perto, com o enredo centrando-se na relação entre Woody (voz de Tom Hanks), um velho boneco caubói a corda, e Buzz Lightyear (voz de Tim Allen), um moderno brinquedo de temática espacial. A obra mostra como ambos evoluem de rivais competindo pela afeição de seu dono Andy para amigos que se unem pelo bem comum, enquanto a família do garoto prepara-se para se mudar para uma nova casa. O roteiro foi escrito por Joss Whedon, Andrew Stanton, Joel Cohen e Alec Sokolow a partir de uma história criada por Lasseter, Pete Docter, Stanton e Joe Ranft. O filme foi produzido por Steve Jobs e Edwin Catmull e a trilha sonora foi composta por Randy Newman.
A Pixar, que produzia curtas-metragens de animação para promover seus computadores, foi abordada pela Disney para produzir um longa-metragem animado depois do sucesso de seu curta-metragem Tin Toy (1988), narrado a partir da perspectiva de um pequeno brinquedo. Lasseter, Stanton e Docter escreveram os primeiros tratamentos da história, que foram descartados pela Disney, a qual queria que o tom do filme fosse "mais ousado". Depois de várias histórias desastrosas, a produção foi interrompida e o roteiro foi reescrito, refletindo melhor o tom e o tema desejados pela Pixar: "os brinquedos querem profundamente que as crianças brinquem com eles e esse desejo motiva esperanças, medos e ações". O estúdio, até aquele momento composto por uma quantidade relativamente pequena de funcionários, produziu o filme com pouco orçamento.
Lançado nos cinemas em 22 de novembro de 1995, Toy Story foi o filme de maior bilheteria em seu fim de semana de estreia. Posteriormente, tornou-se um sucesso comercial nacional e internacional, arrecadando mais de 406 milhões de dólares no circuito mundial ante seu orçamento de trinta milhões. Foi avaliado positivamente pela crítica e pelo público, que elogiaram a inovação técnica da animação, a sagacidade e sofisticação temática do roteiro e os desempenhos de Hanks e Allen. Atualmente, é reconhecido por analistas e estudiosos de cinema como um clássico cult e um dos filmes mais influentes do século XX, notabilizando-se por ter entrado na lista de diversas publicações de "os melhores" e "mais importantes" filmes de animação. Em 2007, entrou para a história ao ter sido uma das duas animações a ter entrado na lista dos 100 melhores filmes americanos já realizados, segundo o Instituto Americano do Cinema. Toy Story recebeu três indicações ao Oscar 1996 para Melhor Roteiro Original, Melhor Trilha Sonora Original e Melhor Canção Original ("You've Got a Friend in Me"), além de ter ganhado um Oscar de Contribuição Especial. Em 2005, foi introduzido no National Film Registry como sendo "cultural, histórica ou esteticamente significativo" em seu primeiro ano de elegibilidade. Além de mídia doméstica e relançamentos nos cinemas, o material inspirado no filme inclui brinquedos, jogos eletrônicos, atrações de parques temáticos, histórias derivadas, publicidade e três sequências — Toy Story 2 (1999), Toy Story 3 (2010) e Toy Story 4 (2019) —, as quais também conquistaram grande sucesso comercial e aclamação da crítica.

## Enredo
Em um mundo onde os brinquedos são seres vivos que fingem não ter vida quando os humanos estão por perto, um boneco caubói de pano chamado Xerife Woody é o brinquedo favorito de Andy Davis, um garoto de seis anos. Woody é considerado o líder dos brinquedos do quarto de Andy, entre os quais estão Slinky, um cão com molas; Porquinho, o porco-cofrinho; Sr. Cabeça de Batata, o clássico brinquedo montável da Hasbro; Rex, o tiranossauro de plástico; Betty, a pastora de ovelhas e "namorada" de Woody, entre outros. A casa em que Andy mora está à venda e a festa de aniversário dele é antecipada, fazendo com que os brinquedos entrem em pânico, com medo de serem trocados e esquecidos. Eles ficam aliviados quando a festa parece terminar com nenhum deles sendo substituído por brinquedos novos, mas Andy recebe um presente surpresa: um boneco moderno e sofisticado do "patrulheiro espacial" Buzz Lightyear, que impressiona os outros brinquedos com seus vários recursos.
Buzz não sabe que é um brinquedo e acha que é um verdadeiro patrulheiro espacial que caiu num planeta desconhecido, o que irrita Woody, que insiste em convencê-lo do contrário. Andy começa a fazer do astronauta o herói de suas brincadeiras, despertando ciúme e inveja em Woody. Andy se prepara para um passeio em família no restaurante Pizza Planet e sua mãe lhe permite trazer um brinquedo. Temendo que Buzz seja escolhido, Woody tenta escondê-lo atrás de uma mesa, mas acaba acidentalmente derrubando-o por uma janela. Andy pega Woody e sai para o restaurante. Quando a mãe para em um posto de gasolina, Woody descobre que Buzz também está no carro e eles lutam, acabam caindo do veículo e a família parte sem eles.

Buzz Lightyear desolado, após descobrir que é apenas um brinquedo e não um astronauta real

 Os bonecos entram num caminhão de entrega de pizza e conseguem chegar ao restaurante. Lá, acabam presos numa máquina de pegar pelúcias, de onde são retirados pelo vizinho de Andy, Sid Phillips, um garoto que se diverte desmontando brinquedos e criando macabras combinações com eles. Na casa de Sid, Buzz cai em desânimo após descobrir que é apenas um brinquedo, ao se deparar com um anúncio na televisão. Sid planeja lançar Buzz em um foguete montado com fogos de artifício, mas uma tempestade interrompe seus planos. Woody conta a Buzz sobre a alegria que ele pode trazer para Andy como brinquedo, restaurando sua confiança.
No dia seguinte, Woody e os brinquedos mutantes de Sid resgatam Buzz quando o garoto está prestes a lançar o foguete. Os brinquedos ganham vida na frente de Sid, que corre para casa gritando horrorizado. Woody e Buzz saem da casa de Sid no momento em que Andy e sua família dirigem-se para a nova casa. A dupla tenta alcançar o caminhão de mudança em movimento, mas o cão de Sid, Scud, os vê e os persegue. Buzz fica para trás enquanto salva Woody de Scud, e Woody tenta resgatá-lo com o carrinho de controle remoto de Andy, mas os outros brinquedos, revoltados com Woody por acreditarem que ele tentou se livrar de Buzz, o impedem de entrar no caminhão.
Após despistarem o cão, Buzz e o carrinho resgatam Woody, e continuam seguindo o caminhão. Ao ver Woody e Buzz juntos no carrinho, os outros brinquedos percebem o erro que cometeram e tentam ajudá-los a alcançar o caminhão, mas as pilhas do carrinho se esgotam, deixando-os para trás. Woody acende o foguete nas costas de Buzz e consegue lançar o carrinho para dentro do caminhão antes que ele voe no ar. Buzz abre as asas para se libertar do foguete antes que ele exploda, planando com Woody até pousar com segurança em uma caixa no carro, bem ao lado de Andy. No dia de Natal, em sua nova casa, Woody e Buzz organizam outra missão de reconhecimento para se preparar para a chegada de novos brinquedos. Um deles é a Sra. Cabeça de Batata, para a alegria do Sr. Cabeça de Batata. Quando Woody, brincando, pergunta o que pode ser pior do que Buzz, eles descobrem que o novo presente de Andy é um cachorrinho, e os dois compartilham um sorriso preocupado.

## Elenco
- Tom Hanks como Woody,[34] um boneco caubói e brinquedo preferido de Andy, sendo por isso considerado o líder dos demais brinquedos.[35] No Brasil, Alexandre Lippiani[36] e Miguel Ângelo em Portugal.[37]
- Tim Allen como Buzz Lightyear,[34] uma figura de ação de patrulheiro espacial com diversos recursos modernos que acaba se tornando o novo brinquedo favorito de Andy, para grande desgosto de Woody.[38] No Brasil, Guilherme Briggs.[39]
- Erik von Detten como Sid Phillips,[34] vizinho de Andy e principal antagonista do filme; um garoto com traços psicóticos cujo principal divertimento é desmontar e destruir brinquedos.[40] No Brasil, Patrick de Oliveira.[41]
- Don Rickles como Sr. Cabeça de Batata (em inglês, Mr. Potato Head),[34] um brinquedo em forma de batata com peças desmontáveis,[42] de comportamento cínico e questionador da autoridade de Woody.[38] No Brasil, Antônio Patiño[43] e José Raposo em Portugal.[44]
- Jim Varney como Slinky,[34] um cachorro dachshund de brinquedo com corpo de mola, muito leal a Woody e sempre disposto a ajudar seus amigos.[45] No Brasil, Francisco José[46] e Carlos Macedo em Portugal.[47]
- Wallace Shawn como Rex,[34] um tiranossauro verde de plástico muito nervoso e inseguro.[48] No Brasil, Marco Antônio Costa[49] e André Maia em Portugal.[50]
- John Ratzenberger como Porquinho,[34] (Hamm, no original e na versão portuguesa) um simpático porquinho-mealheiro de plástico com uma rolha na barriga.[51] No Brasil, Renato Rosenberg[52] e Carlos Freixo em Portugal.[53]
- Annie Potts como Bo Peep[34] (Betty, em português),[54] uma boneca de porcelana em forma de pastora de ovelhas que faz parte de uma lâmpada do quarto de Andy e é o interesse amoroso de Woody.[55] No Brasil, Telma da Costa.[56]
- John Morris como Andy Davis,[34] o garoto de seis anos dono de Woody e Buzz; tem uma imaginação muito fértil e demonstra grande amor por seus brinquedos.[57] No Brasil, Bruno Miguel.[58]
- Laurie Metcalf como Sra. Davis, mãe de Andy.[34] No Brasil, Sheila Dorfman.[59]
- R. Lee Ermey como Sargento (Sergeant, em inglês),[34] comandante de uma grande tropa de soldados de plástico.[60] No Brasil, Carlos Seidl.[61]
- Sarah Freeman como Hannah, irmã mais nova de Sid.[34]
- Penn Jillette como o locutor do anúncio de Buzz Lightyear na televisão.[34]

## Produção

### Desenvolvimento

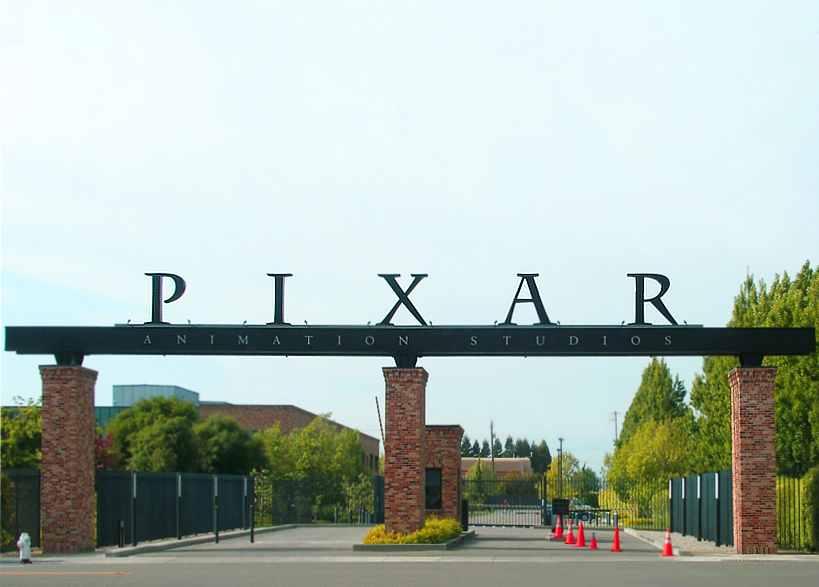
A entrada do estúdio da Pixar em Emeryville, California.

A primeira experiência do diretor John Lasseter com animação computadorizada foi durante seu trabalho como animador no Walt Disney Feature Animation, quando dois de seus amigos mostraram-lhe a cena do lightcycle, um veículo fictício que aparece no longa-metragem Tron (1982). Foi uma experiência reveladora que despertou Lasseter para as possibilidades oferecidas pelo novo meio de animação gerada por computador. O diretor tentou lançar The Brave Little Toaster como um filme totalmente animado por computação gráfica para a Disney, mas a ideia foi rejeitada e ele, demitido. Lasseter, então, passou a trabalhar na Lucasfilm e, mais tarde, tornou-se membro fundador da empresa Pixar, que foi comprada em 1986 por Steve Jobs, na qual criou curtas-metragens animados por computação gráfica com o propósito de mostrar o potencial do Pixar Image Computer, computador de design gráfico desenvolvido pela empresa. Dentre esses primeiros trabalhos de Lasseter, destaca-se Tin Toy (1988) — um conto narrado a partir da perspectiva de um brinquedo, referenciando o amor do cineasta por brinquedos clássicos —, o qual converteu-se no primeiro filme gerado por computador a vencer o Oscar de melhor curta-metragem de animação, na cerimônia de 1989.
Tin Toy chamou a atenção da Disney e a nova equipe da companhia The Walt Disney Company — o CEO Michael Eisner e Jeffrey Katzenberg, presidente da divisão de cinema — procuraram convencer Lasseter a voltar. Este, grato pela confiança que Jobs depositara nele, sentiu-se compelido a ficar com a Pixar, dizendo a Ed Catmull, cofundador da empresa: "Eu posso ir para Disney e ser diretor, ou posso continuar aqui e fazer história". Katzenberg percebeu que não conseguiria atraí-lo de volta para a Disney e, portanto, colocou em ação planos para assinar um acordo de produção com a Pixar para produzir um filme. A Disney, que sempre fizera todos os seus filmes em casa, recusava-se a mudar este princípio; contudo, quando Tim Burton, que costumava trabalhar na Disney, quis readquirir os direitos de The Nightmare Before Christmas, a companhia fechou um acordo que permitiu que ele realizasse um filme Disney fora do estúdio. Isso abriu caminho para a Pixar fazer seus filmes fora da Disney.
Ambos os lados estavam dispostos. Catmull e Alvy Ray Smith, cofundador da Pixar, há muito tempo queriam produzir um filme de animação por computador, mas apenas no início da década de 1990 os computadores tornaram-se baratos e potentes o suficiente para tornar isso possível. Além disso, a Disney havia licenciado o Sistema de Produção de Animação por Computador (CAPS) da Pixar, e isso fez daquela o maior cliente dos computadores desta. Jobs deixou claro para Katzenberg que, embora a Disney estivesse feliz com a Pixar, a recíproca não era verdadeira: "Queremos fazer um filme com vocês, isso nos deixaria felizes", disse Jobs. Na mesma época, Peter Schneider, presidente da Walt Disney Feature Animation, estava bastante interessado em produzir um longa-metragem com a Pixar. Quando Catmull, Smith e o diretor de animação Ralph Guggenheim se encontraram com Schneider em meados de 1990, acharam a atmosfera da reunião complicada e duvidosa. Posteriormente, eles descobriram que Katzenberg imaginava que, se a Disney elaborasse um filme com a Pixar, a produção estaria fora do alcance de Schneider, que se incomodava com isso. Depois daquele primeiro encontro, o grupo da Pixar voltou para casa com baixas expectativas e ficou surpreso quando Katzenberg convocou outra conferência. Catmull, Smith e Guggenheim foram acompanhados por Bill Reeves (chefe de pesquisa e desenvolvimento de animação), Jobs e Lasseter. Eles trouxeram consigo uma ideia para um especial de televisão de meia hora intitulado A Tin Toy Christmas, chegando, assim, à conclusão de que um programa de televisão seria uma maneira sensata de ganhar experiência antes de partir para a produção de um longa-metragem.
Eles encontraram-se com Katzenberg em uma mesa de conferência no prédio Team Disney no Walt Disney Studios em Burbank. Catmull e Smith consideraram que seria difícil manter o presidente da divisão interessado em trabalhar com a empresa ao longo do tempo e consideraram ainda mais difícil vender a Lasseter e aos animadores juniores a ideia de trabalhar com a Disney, que tinha uma péssima reputação pela forma como tratava seus animadores, e Katzenberg, que construiu uma reputação de tirano do microgerenciamento, o qual afirmou, no encontro: "Todos acham que sou um tirano. Eu sou um tirano. Mas geralmente tenho razão". Ele jogou fora a ideia de um especial de meia hora e se dirigiu a Lasseter como o talento-chave da sala: "John, já que você não virá trabalhar para mim, eu vou fazer funcionar assim mesmo". e convidou os seis visitantes a se juntarem aos animadores—"pergunte qualquer coisa a eles" — e os homens assim fizeram, descobrindo que todos apoiavam as declarações do presidente da divisão. Lasseter sentiu que poderia trabalhar com a Disney, o que fez com que as duas empresas começassem as negociações. A Pixar, nesse momento, estava à beira da falência e precisava de um acordo com a outra empresa. Katzenberg insistiu que a Disney recebesse os direitos da tecnologia da Pixar para o desenvolvimento de animações 3-D, mas Jobs recusou; em contrapartida, ele exigiu que a Pixar tivesse participação parcial no filme e em seus personagens, compartilhando o controle dos direitos de vídeo e sequências, porém Katzenberg negou. As empresas chegaram a um acordo sobre os termos do contrato datado de 3 de maio de 1991, e assinaram-no no início de julho. No fim das contas, o tratado determinou que a Disney possuiria os direitos do filme e seus personagens de imediato, teria controle criativo e pagaria à Pixar cerca de 12,5% das receitas de ingressos. Havia a opção (mas não a obrigação) de fazer os próximos dois filmes da Pixar e o direito de fazer sequências (com ou sem esta companhia) usando os personagens do filme. A Disney também poderia excluir o filme a qualquer momento a custo de uma pequena penalidade. Essas negociações iniciais tornar-se-iam um ponto de discórdia entre Jobs e Eisner por muitos anos. Um acordo para produzir um longa-metragem baseado em Tin Toy com um título provisório de Toy Story foi finalizado e a produção começou logo depois.

### Roteiro
O tratamento de Toy Story, elaborado por Lasseter, Andrew Stanton e Pete Docter, tinha pouco em comum com a versão final do filme. A história unia Tinny, o bonequinho protagonista de Tin Toy, a um boneco de ventríloquo e os colocava em uma incrível odisseia. Sob o comando de Jeffrey Katzenberg, presidente do estúdio, Woody era o vilão principal, que abusava dos outros brinquedos até estes se unirem contra ele; no entanto, depois que os executivos da Disney viram os storyboards, passaram o controle criativo para a Pixar. Ainda assim, a ideia central de Toy Story já estava presente a essa altura: o conceito de que "brinquedos querem profundamente que as crianças brinquem com eles e esse desejo motiva suas esperanças, medos e ações". Katzenberg considerou o tratamento original problemático e pediu a Lasseter que reestruturasse Toy Story como a história de uma dupla inesperada de amigos e sugeriu que os animadores assistissem a alguns filmes clássicos sobre amizade, como The Defiant Ones e 48 Hrs., nos quais dois personagens com atitudes diferentes precisam se unir diante de uma situação complicada. Lasseter, Stanton e Docter apresentaram o segundo tratamento em setembro de 1991 e, embora os personagens principais ainda fossem Tinny e o boneco ventríloquo, o esboço do filme final estava começando a tomar forma.

Nos primeiros esboços do filme, Woody era um boneco de ventríloquo que viveria grandes aventuras ao lado do protagonista do curta-metragem Tin Toy

O roteiro passou por muitas mudanças antes de chegar à versão final. Lasseter decidiu que Tinny era "muito antiquado" e o personagem foi modificado para uma figura de ação militar, e então recebeu um tema espacial. O nome de Tinny mudou para Lunar Larry, depois para Tempus from Morph e, finalmente, para Buzz Lightyear (em referência ao astronauta Buzz Aldrin). O design de Lightyear foi inspirado nos trajes usados pelos astronautas do Programa Apollo, bem como nas figuras de ação de G.I. Joe. Além disso, o esquema de cores verde e roxo no traje de Lightyear foi concebido por Lasseter e sua esposa, Nancy, cujas cores favoritas eram verde e roxo, respectivamente. Woody, o segundo personagem, foi inspirado em um boneco de Casper the Friendly Ghost que o diretor teve na infância. Originalmente, Woody era um boneco ventríloquo de madeira com uma corda de puxar (daí o nome "Woody", termo em inglês que se refere a algo relacionado à madeira); no entanto, o designer de personagens Bud Luckey sugeriu que Woody se tornasse um boneco "caubói" ventríloquo. Pelo fato de que Lasseter gostava do contraste entre os gêneros do faroeste e da ficção científica, o personagem foi imediatamente modificado. Consequentemente, todos os traços de boneco ventríloquo foram abandonados, uma vez que o brinquedo foi projetado para parecer "dissimulado e mesquinho". Entretanto, o nome Woody foi mantido em homenagem ao ator de filmes de faroeste Woody Strode. O departamento de história inspirou-se em filmes como Midnight Run e The Odd Couple, e o cineasta também apontou Tenkū no Shiro Rapyuta, também conhecido como Laputa: Castle in the Sky (1986), de Hayao Miyazaki, como fonte de inspiração.
O roteiro de Toy Story foi fortemente influenciado pelas ideias do escritor Robert McKee. Os membros da equipe de história da Pixar — Lasseter, Stanton, Docter e Joe Ranft — estavam cientes de que a maioria deles era iniciante em escrever para longas-metragens. Com exceção de Ranft, que já havia lecionado uma aula de história na CalArts e já havia realizado alguns trabalhos de storyboards, nenhum deles tinha desenvolvido qualquer história ou assinado algum roteiro antes. Em busca de novas ideias, Lasseter e Docter participaram de um seminário de três dias em Los Angeles, ministrado por McKee. Seus princípios, fundamentados na Poética de Aristóteles, ditavam que um personagem emerge de maneira mais realista e convincente a partir das escolhas que o protagonista faz em reação a seus problemas. A Disney também nomeou Joel Cohen, Alec Sokolow e, mais tarde, Joss Whedon para ajudar a desenvolver o roteiro, e este, observando que o argumento não estava funcionando, mas tinha uma ótima estrutura, acrescentou o personagem Rex e buscou um papel crucial para a Barbie. A equipe de história continuou a aprimorar o roteiro enquanto a produção estava em andamento. Entre os acréscimos subsequentes estava o encontro entre Buzz e os brinquedos alienígenas do Pizza Planet, que surgiram em uma sessão de brainstorming com alguns diretores, artistas de histórias e animadores da Disney.

### Seleção do elenco
Katzenberg aprovou o roteiro em 19 de janeiro de 1993, ocasião em que o elenco de vozes já podia ser definido. Lasseter sempre quis que Tom Hanks interpretasse o personagem Woody, afirmando que o ator "tem a habilidade de demonstrar emoções e torná-las atraentes. Mesmo que o personagem, como aquele de A League of Their Own, seja baixo e desprezível". Paul Newman, que posteriormente aceitaria o papel de Doc Hudson em outro sucesso da Pixar, Carros, foi considerado para o papel de Woody. Billy Crystal foi considerado para interpretar Buzz, mas recusou-se, arrependendo-se disso mais tarde; todavia, tempos depois, ele aceitou o papel de Mike Wazowski em outro sucesso da Pixar, Monsters, Inc. Além de Crystal, Bill Murray, Chevy Chase e Jim Carrey também foram considerados para interpretar Buzz. O diretor ofereceu o papel a Tim Allen, que estava participando na época da sitcom da Disney Home Improvement, e ele aceitou.
Para avaliar se a voz de um ator se encaixaria com um personagem, Lasseter emprestou uma técnica comum da Disney: animar um monólogo vocal de um ator bem estabelecido e unir a voz do artista à aparência e às ações do personagem animado. Este teste inicial, usando a voz de Hanks a partir de trechos de Turner & Hooch, convenceu Hanks a fazer parte do filme. Toy Story foi o primeiro filme de animação de Hanks e Allen.

### Paralisação da produção
A cada duas semanas, Lasseter e sua equipe reuniam seu último conjunto de storyboards ou de filmagens para mostrar à Disney. Nos primeiros testes, a Pixar impressionou a Disney com a inovação técnica, mas convencer a Disney a aprovar o enredo foi mais difícil. Em cada apresentação da Pixar, Katzenberg comentava sobre diversos pontos que considerava negativos no roteiro, e também fazia anotações detalhadas. Sua principal exigência era que mais tensão fosse adicionada aos dois personagens principais. A Disney queria que o filme atraísse crianças e adultos e pediu que referências adultas fossem adicionadas ao filme. Depois de muitas observações de Katzenberg e outros executivos da Disney, o consenso geral era de que Woody havia perdido quase todo o seu charme. Enquanto gravava diálogos para o filme, Tom Hanks exclamou em determinada ocasião que o personagem era um idiota. Depois de finalizarem a primeira metade do filme, Lasseter e sua equipe da Pixar a levaram a Burbank para mostrar o trabalho a Katzenberg e a outros executivos da Disney em 19 de novembro de 1993, um evento que mais tarde apelidaram de "O Incidente da Sexta-Feira Negra". Os resultados foram desastrosos, e Schneider, que particularmente nunca se entusiasmou com a ideia de Katzenberg de fazer com que pessoas de fora criassem animações para a Disney, declarou que o projeto era uma bagunça e ordenou que a produção fosse interrompida imediatamente. Katzenberg perguntou ao colega Thomas Schumacher porque o filme era ruim. Schumacher respondeu sem rodeios: "Porque não é mais o filme deles, não é exatamente o filme que John se propôs a fazer".
Lasseter ficou constrangido com o que estava na tela, lembrando mais tarde: "Era uma história cheia dos personagens mais infelizes e medíocres que eu já vi". Ele pediu à Disney a chance de retornar à Pixar e refazer o roteiro em duas semanas, e Katzenberg foi favorável. Lasseter, Stanton, Docter e Ranft deram a notícia da paralisação do projeto para a equipe de produção, muitos dos quais haviam deixado outros empregos para trabalhar no projeto. Enquanto isso, a equipe trabalharia em comerciais de televisão e os roteiristas principais elaborariam um novo roteiro. Embora Lasseter aparentasse estar seguro e confiante, a interrupção da produção foi "um momento muito assustador," como lembrou o gerente do departamento de história, BZ Petroff. Inicialmente, Schneider queria encerrar a produção e demitir todos os animadores recém-contratados. Katzenberg colocou o filme sob o controle da Walt Disney Feature Animation. A equipe da Pixar ficou satisfeita com o fato de que a mudança lhes daria a oportunidade de aconselhamento da parte dos veteranos de animação da Disney. Schneider, no entanto, continuava a desaprovar o projeto e, mais tarde, tentou convencer Katzenberg a incitar Eisner a cancelá-lo. Stanton recuou para um escritório pequeno, escuro e sem janelas, surgindo periodicamente com novas páginas de roteiro. Ele e outros artistas responsáveis pela história então desenhavam os planos nos storyboards. Whedon retornou à Pixar em virtude da paralisação para ajudar nas revisões, e o roteiro foi revisado em duas semanas, como prometido. Quando Katzenberg e Schneider interromperam a produção de Toy Story, Steve Jobs manteve o trabalho com seu próprio financiamento pessoal. Jobs não interferia muito no processo criativo, respeitando os artistas da Pixar e gerenciando o relacionamento com a Disney.
A equipe da Pixar voltou com um novo roteiro três meses depois, com o personagem Woody transformado de um chefe tirânico dos outros brinquedos de Andy a um líder sábio e atencioso para eles. Também foi incluída uma reunião entre os brinquedos mais orientada para adultos em vez de uma discussão juvenil em grupo que existia em rascunhos anteriores. O personagem de Buzz Lightyear também mudou um pouco "para deixar mais claro para o público que ele realmente não percebe que ele é um brinquedo". Katzenberg e Schneider aprovaram a nova abordagem, e em fevereiro de 1994 o filme estava de volta à produção. Os dubladores retornaram em março de 1994 para gravar suas novas falas. Quando a produção foi reautorizada, a equipe rapidamente cresceu de 24 pessoas para 110, incluindo 27 animadores, 22 diretores técnicos e 61 outros artistas e engenheiros. Em comparação, The Lion King, lançado em 1994, exigiu um orçamento de 45 milhões de dólares e uma equipe de oitocentas pessoas. No processo de orçamento inicial, Jobs estava ansioso para produzir o filme da maneira mais eficiente possível, impressionando Katzenberg com seu foco no corte de custos. Apesar disso, o orçamento de produção de dezessete milhões de dólares estava se provando inadequado, especialmente devido à grande revisão que era necessária depois que Katzenberg os pressionou a deixar Woody mais tenso. Jobs exigiu mais verba para completar o filme e insistiu que a Disney era responsável pelos custos excedentes. Katzenberg não estava disposto a isso, mas Ed Catmull conseguiu chegar a um acordo.

### Animação
Não poderíamos ter feito esse filme em animação tradicional. Esta é uma história que só pode ser contada com personagens brinquedos tridimensionais. ... Algumas cenas deste filme são muito lindas.

—Tom Schumacher, vice-presidente da Walt Disney Feature Animation.
 Os animadores envolvidos no projeto estavam muito entusiasmados; para eles, o atrativo não era o salário, que consideravam medíocre, mas, sim, o fascínio de participar do primeiro filme animado por computador. A respeito dos desafios da animação por computação gráfica, Lasseter relatou: "Tivemos que fazer as coisas parecerem mais orgânicas. Cada folha e lâmina de grama tinha de ser criada. Tivemos que dar ao mundo uma sensação de história. Então as portas estão batidas, os pisos têm arranhões". O filme começou com storyboards animados para guiar os animadores no desenvolvimento dos personagens. 27 profissionais trabalharam no filme, usando quatrocentos modelos de computador para realizar a animação dos personagens, sendo cada um desses criado por meio da técnica da claymation ou primeiramente modelado num diagrama desenhado por computador antes de chagar ao design animado por computação gráfica. Uma vez que os animadores tinham um modelo, os controles de articulação e movimento eram codificados; isso permitiria que cada personagem se movesse de várias maneiras, como falar, caminhar ou pular. De todos eles, Woody era o mais complexo, pois exigia 723 controles de movimento, incluindo 212 para o rosto e 58 para a boca. A primeira peça da animação, um teste de trinta segundos, foi entregue à Disney em junho de 1992, ocasião em que a empresa solicitou uma amostra de como seria o filme. Durante o teste, Lasseter queria impressioná-la com várias coisas que não podiam ser feitas em animações tradicionais desenhadas à mão, como a camisa xadrez amarela com listras vermelhas de Woody, os reflexos no capacete de Buzz e os decalques em seu traje espacial, ou sombras de persianas sobre o quarto de Andy.

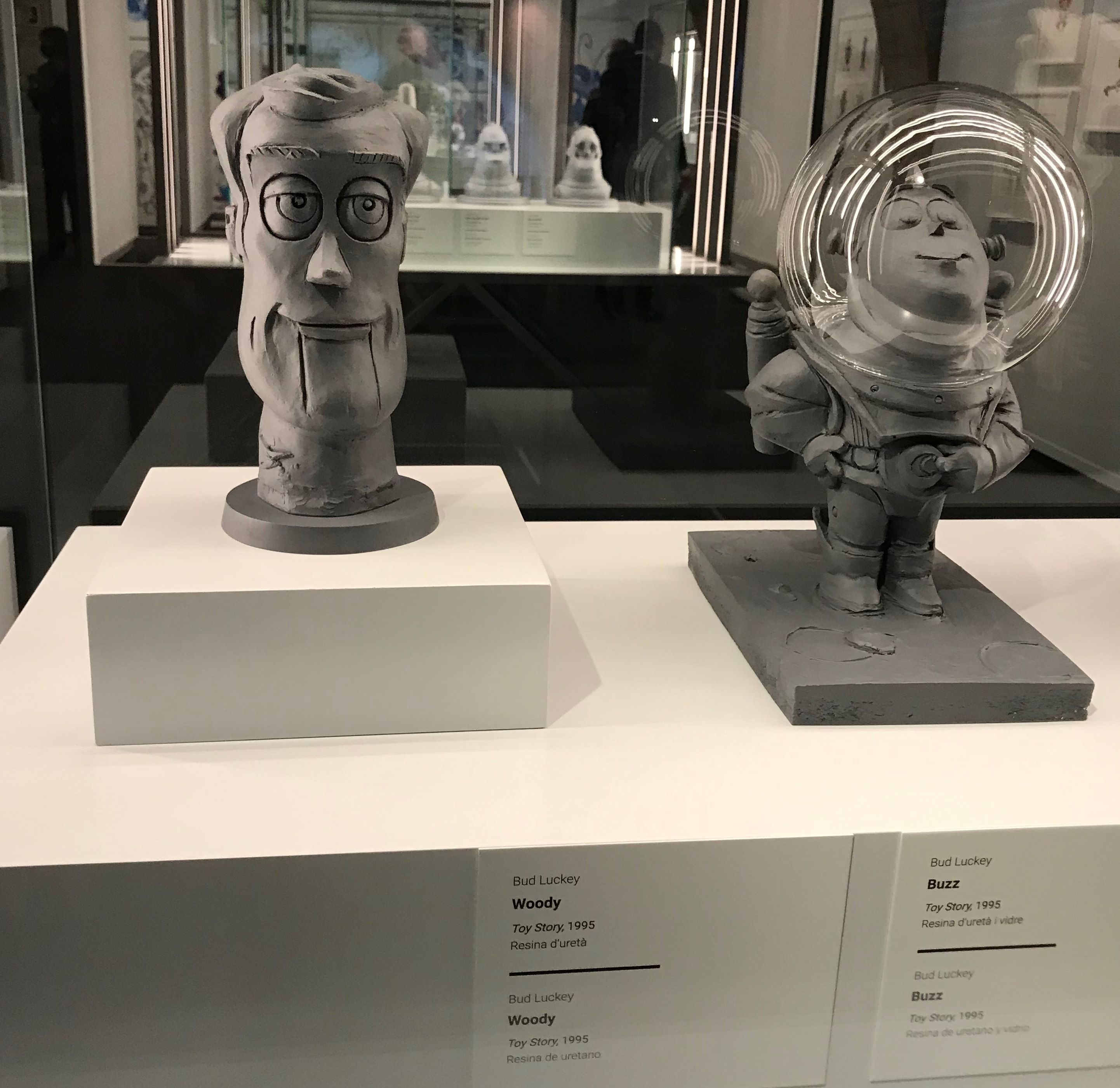
Moldes das versões iniciais de Woody e Buzz Lightyear, criados em resina de uretano e vidro pelo animador Bud Luckey.

Cada cena do filme passou pelas mãos de oito equipes diferentes. O departamento de arte deu a cada cena seu esquema de cores e iluminação geral. Liderados por Craig Good, a divisão de leiaute colocou os modelos na cena, enquadrou-a definindo a localização da câmera virtual, e programou qualquer movimento de câmera. Para que o ambiente virtual se mostrasse o mais familiar possível, eles procuraram ficar dentro dos limites do que poderia ser feito em um filme live-action com câmeras, bonecos, tripés e guindastes reais. Liderado pelos diretores de animação Rich Quade e Ash Brannon, cada cena foi enviada ao departamento de animação a partir do leiaute. Lasseter optou pela abordagem da Disney de designar um animador para trabalhar com um personagem ao longo de um filme, mas fez algumas exceções em cenas em que ele achava que atuar era particularmente crítico. Os animadores usaram o programa Menv para definir cada personagem na pose desejada. Depois de uma sequências de poses feitas à mão (ou "quadros-chave") era criada, o software criava poses para os quadros intermediários. Os animadores analisaram videoteipes dos atores como fonte de inspiração e Lasseter rejeitou a sincronização automática de lábios. Para sincronizar as bocas e expressões faciais dos personagens às vozes gravadas dos atores, os animadores levavam até oito semanas para realizar 8 segundos de animação.
Em seguida, os animadores compilaram as cenas e desenvolveram um novo storyboard com os personagens animados por computador. Eles então adicionaram sombreamento, iluminação, efeitos visuais e, finalmente, usaram 300 processadores de computador até se chagar à versão final do filme. Sob o comando de Tom Porter, a equipe de sombreamento usava a linguagem do programa RenderMan para criar programas de sombreamento para cada uma das superfícies de um modelo. Algumas superfícies em Toy Story vieram de objetos reais: um sombreador para o tecido da cortina do quarto de Andy usava o modelo tridimensional de tecido real. Sob o comando de Galyn Susman e Sharon Calahan, a equipe de iluminação promoveu a iluminação final da cena após a animação e sombreamento. Cada cena concluída era então renderizada em uma "fazenda de renderização" composta de 117 computadores da Sun Microsystems que funcionavam 24 horas por dia. A animação era finalizada aos poucos, cerca de três minutos por semana. Dependendo da complexidade, cada quadro levava de 45 minutos a 30 horas para ser renderizado. O filme exigiu 800 000 horas de trabalho das máquinas e 114 240 quadros de animação no total. Há mais de 77 minutos de animação distribuídos por 1561 cenas. Uma equipe de câmera, auxiliada por David DiFrancesco, gravou os quadros em película cinematográfica. Para se ajustar a uma proporção de tela de 1,85:1, Toy Story foi processado em apenas 1,536 por 922 pixels, com cada um deles correspondendo a aproximadamente um quarto de polegada da área de tela em uma tela de cinema típica. Durante a pós-produção, o filme foi enviado para a Skywalker Sound, divisão de sonoplastia de pós-produção da Lucasfilm, onde houve a mixagem dos efeitos sonoros e da partitura do filme.

### Música
A Disney estava preocupada com o posicionamento de Lasseter sobre o uso da música. Ao contrário de outros filmes da Disney da época, Lasseter não queria que Toy Story fosse um musical, dizendo que era um filme sobre grandes amigos com "brinquedos de verdade". Joss Whedon concordou, dizendo "Teria sido um musical muito ruim, pois é um filme sobre amigos. É sobre pessoas que não admitem o que querem, muito menos cantam sobre isso ... Filmes de amigos são sobre sublimar, socar um braço, 'Eu te odeio.' Não é sobre a emoção aberta". No entanto, a Disney defendia o formato musical, alegando que "Musicais são nossa orientação. Personagens que começam a cantar são um ótimo recurso narrativo. Isso tira um pouco do ônus que eles estão pedindo". A Disney e a Pixar chegaram a um acordo: os personagens de Toy Story não começariam a cantar repentinamente, mas o filme usaria músicas não-diegéticas sobre a ação, como em The Graduate, para transmitir e amplificar as emoções que Woody e Buzz estavam sentindo. A Disney e Lasseter deixaram a trilha sonora do filme a cargo de Randy Newman. Toy Story foi editado no final de setembro de 1995 para que Newman e Gary Rydstrom pudessem finalizar seus trabalhos de música de fundo e de sonoplastia, respectivamente.
Lasseter afirmou: "As músicas dele [Newman] são tocantes, espirituosas e satíricas e ele é capaz de proporcionar as bases emocionais para cada cena". Newman escreveu três canções originais para o longa, desenvolvendo a canção assinatura do filme, "You've Got a Friend in Me", em um único dia. A trilha sonora de Toy Story foi produzida pela Walt Disney Records e lançada em 22 de novembro de 1995, na mesma semana de estreia do filme. A música "You've Got a Friend in Me" foi lançada em fita cassete e em CD. Em português brasileiro, as músicas do primeiro filme são cantadas por Zé da Viola, e em português de Portugal por Miguel Ângelo.

### Edição e pré-lançamento
Foi difícil para os membros da equipe perceberem a qualidade do filme durante grande parte do processo de produção, uma vez que as imagens acabadas ainda estavam muito fragmentadas e faltavam elementos como música e sonoplastia. Alguns animadores sentiram que ele seria uma grande decepção em termos de bilheteria, embora acreditassem que profissionais da área e fãs de animação achariam-no interessante. De acordo com Lee Unkrich, um dos editores originais de Toy Story, uma cena foi cortada da edição final original. A cena mostra Sid, depois de voltar do Pizza Planet, torturando Buzz e Woody violentamente. O editor decidiu cortar direto para a cena em que Sid interroga os brinquedos, porque os criadores do filme imaginavam que o público já estaria amando Buzz e Woody naquele momento. Além disso, a sequência na qual o boneco caubói, preso em um engradado, tenta chamar a atenção de Buzz foi encurtada pelo fato de que os criadores perceberam que ela faria o filme perder energia. Na ocasião em que a obra estava prestes a ser finalizada, Peter Schneider ficou otimista e anunciou sua data de lançamento nos Estados Unidos em novembro, coincidindo com o fim de semana do Dia de Ação de Graças e o início das férias de inverno.
Fontes indicam que o produtor executivo Steve Jobs não tinha confiança na película durante sua produção, e que ele estava conversando com várias empresas, da Hallmark a Microsoft, sobre a venda da Pixar. No entanto, à medida que o filme avançava, Jobs ficou cada vez mais empolgado com ele, sentindo que a obra poderia estar prestes a transformar a indústria cinematográfica. À proporção que as cenas eram finalizadas, ele as assistia repetidas vezes e recebia amigos na casa dele para compartilhar sua nova paixão. Jobs decidiu que o lançamento de Toy Story em novembro seria a ocasião para levar a Pixar ao público. Uma exibição teste realizada nas proximidades de Anaheim, no final de julho de 1995, indicou a necessidade de ajustes de última hora, o que aumentou ainda mais a pressão sobre as já frenéticas semanas finais. As reações do público foram encorajadoras, porém não totalmente satisfatórias, acrescentando mais incertezas de como o público reagiria. O filme terminava com uma cena da casa de Andy e o som de um novo cachorrinho. Posteriormente, Michael Eisner, que compareceu à exibição, disse a Lasseter que a película precisava terminar com uma cena de Woody e Buzz juntos, reagindo à chegada do filhote.

## Lançamento
Houve duas estreias de Toy Story em novembro de 1995. A Disney organizou uma delas no El Capitan Theatre, em Los Angeles, e construiu, ao lado do teatro, uma casa de diversões, a Totally Toy Story, para apresentar os personagens. Jobs não compareceu e, em vez disso, alugou o Regency, um teatro similar em São Francisco, e realizou sua estreia na noite seguinte. Em vez de Tom Hanks e Tim Allen, os convidados foram celebridades do Vale do Silício, como Larry Ellison e Andy Grove. O duelo de estreias acabou destacando uma questão supérflua entre as duas empresas: se Toy Story era um filme da Disney ou da Pixar. "O público parecia estar cativado pelo filme. Soluços sonoros adultos podiam ser ouvidos durante os momentos de silêncio depois que Buzz Lightyear caiu e ficou quebrado no patamar da escada", escreveu David Price em seu livro de 2008 The Pixar Touch. A película estreou em 2 281 salas de cinema dos Estados Unidos em 22 de novembro de 1995 (posteriormente expandindo seu lançamento para 2 574 salas). Foi exibido junto à reedição do curta-metragem Rollercoaster Rabbit, derivado do filme Who Framed Roger Rabbit, enquanto algumas cópias selecionadas foram acompanhadas do curta The Adventures of André and Wally B.
O filme também foi exibido, fora de competição, no Festival Internacional de Cinema de Berlim de 15 a 16 de fevereiro de 1996. Em outros territórios, foi exposto no mês seguinte.

### Divulgação
A Disney investiu vinte milhões de dólares em ação de mercadologia para o filme e, além disso, anunciantes como Burger King, PepsiCo, Coca-Cola e Payless ShoeSource pagaram 125 milhões de dólares em promoções vinculadas a ele. O consultor de marketing Al Ries refletiu sobre a promoção: "Este vai ser um negócio matador. Como pode uma criança, diante de um filme de uma hora e meia com um exército de personagens brinquedos reconhecíveis, não querer possuir um?". Apesar disso, a Disney Consumer Products demorou a ver o potencial de Toy Story desde o início. Quando a data de lançamento foi anunciada em janeiro de 1995 para o Dia de Ação de Graças, muitas empresas de brinquedos estavam acostumadas a ter de dezoito meses a dois anos de comercialização e não seguiram adiante com o projeto. Em fevereiro, a Disney levou a ideia à Toy Fair, uma feira profissional da indústria de brinquedos em Nova Iorque, onde a Thinkway Toys, uma empresa sediada em Toronto com uma fábrica na China, interessou-se. Embora ela tivesse pouca expressividade na indústria, produzindo principalmente bonecos na forma de personagens de filmes, conseguiu obter a licença mundial para distribuição dos brinquedos de Toy Story simplesmente porque ninguém mais queria. A Walt Disney Home Video colocou um trailer do filme em sete milhões de cópias do relançamento em VHS de Cinderela; o Disney Channel exibiu um especial de televisão sobre a produção de Toy Story; o Walt Disney World na Florida realizou um desfile de Toy Story no Disney-MGM Studios.
Partiu do roteirista Joss Whedon a ideia de incorporar a Barbie como uma personagem que resgataria Woody e Buzz no último ato do filme. A ideia foi abandonada depois que a Mattel a desaprovou e se recusou a licenciar o brinquedo. O produtor Ralph Guggenheim afirmou que a companhia não permitiu o uso do brinquedo pelo fato de que, em suas palavras, "eles [Mattel] filosoficamente sentiam que as meninas que brincam com bonecas Barbie estavam projetando suas personalidades nestas. Se você desse uma voz à boneca e a animasse, você criaria uma persona para ela que poderia não ser o sonho e o desejo de todas as garotas". A Hasbro também se recusou a licenciar o G.I. Joe (principalmente porque Sid explodiria um), mas licenciaram o Mr. Potato Head. O único brinquedo do filme que não estava em produção era o Slinky Dog, que havia sido descontinuado desde a década de 1970. Quando os designs de Slinky foram enviados a Betty James (esposa de Richard T. James, criador da mola de brinquedo Slinky), ela afirmou que a Pixar havia melhorado o brinquedo e que ele ficou "mais fofo" do que o original.

### Relançamento em 3D
Em 2 de outubro de 2009, o filme foi relançado em Disney Digital 3-D. O longa-metragem também foi relançado junto com Toy Story 2 em sessão dupla durante duas semanas, sendo a exibição expandida devido a seu sucesso. Além disso, a segunda sequência do filme, Toy Story 3, também foi lançada no formato 3D. A respeito do novo relançamento em 3D, Lasseter comentou:

Os filmes Toy Story e os personagens sempre ocuparão um lugar muito especial em nossos corações e estamos muito empolgados em trazer esse filme histórico de volta para o público desfrutar e de uma maneira totalmente nova, graças à mais recente tecnologia em 3D. Com Toy Story 3 trazendo uma nova grande aventura para Buzz, Woody e a turma do quarto de Andy, achamos que seria ótimo deixar o público experimentar os dois primeiros filmes novamente e de uma maneira totalmente nova.
Traduzir o filme para 3D implicou em revisitar os dados originais do computador e colocar virtualmente uma segunda câmera em cada cena, criando visões de olho esquerdo e olho direito necessárias para alcançar a percepção de profundidade. Exclusivo para animação por computador, Lasseter referiu-se a esse processo como "arqueologia digital". O processo levou quatro meses, além de mais seis meses para adicionar 3D aos dois filmes. O estereógrafo principal Bob Whitehill supervisionou este processo e procurou alcançar um efeito que afetasse a narrativa emocional do filme:
Quando eu olhava para os filmes como um todo, eu procurava por razões de história para usar o 3D de maneiras diferentes. Em Toy Story, por exemplo, quando os brinquedos estão sozinhos no mundo deles, eu queria que parecesse consistente com um mundo mais seguro. E quando eles foram para o mundo humano, foi quando eu realmente intensifiquei o 3D para fazer com que parecesse mais perigoso, profundo e opressivo.
Ao contrário de outros países, o Reino Unido recebeu os filmes em 3D como lançamentos separados. Toy Story foi lançado em 2 de outubro de 2009. Toy Story 2, por sua vez, foi lançado em 22 de janeiro de 2010. O relançamento teve um bom desempenho nas bilheterias, estreando com 12 500 000 de dólares em seu fim de semana de abertura, ficando na terceira posição, atrás de Zombieland e Cloudy with a Chance of Meatballs. A sessão dupla arrecadou 30,7 milhões de dólares durante suas cinco semanas de lançamento.

### Formato doméstico
Toy Story foi lançado pela Walt Disney Home Video em VHS e LaserDisc em 29 de outubro de 1996, sem nenhum material bônus. Nas primeiras semanas, os aluguéis de VHS totalizaram 5,1 milhões de dólares, tornando-o maior lançamento em vídeo da semana. Mais de 21,5 milhões de cópias em VHS foram vendidas no primeiro ano. Um box set com quatro discos com uma edição deluxe em widescreen foi lançada em LaserDisc em 18 de dezembro de 1996. No dia 11 de janeiro de 2000, o filme foi relançado em VHS; contudo, desta vez, foi o primeiro vídeo a fazer parte da Walt Disney Gold Classic Collection trazendo como bônus o curta-metragem Tin Toy. Essa edição vendeu dois milhões de cópias.
O filme foi comercializado pela primeira vez em DVD em 17 de outubro de 2000, em um pacote com sua primeira sequência Toy Story 2. No mesmo dia, um conjunto de três discos "Ultimate Toy Box" foi lançado, com Toy Story, Toy Story 2 e um terceiro disco de materiais bônus com uma cópia de Toy Story em 35 mm widescreen e Toy Story 2 apenas em versão tela cheia. A edição de pacote duplo foi mais tarde lançada individualmente em 20 de março do ano posterior com o filme disponível em widescreen e fullscreen. O pacote do DVD, o conjunto "Ultimate Toy Box" e o DVD original usam a versão de 35 mm do filme para criar as cópias, em vez de usar os arquivos originais para codificá-lo diretamente para vídeo. O DVD em pacote duplo, o conjunto "Ultimate Toy Box", o VHS e o DVD da Gold Classic Collection VHS e o DVD original foram todos colocados no Disney Vault em 1 de maio de 2003. Em 6 de setembro de 2005, foi comercializada uma edição em dois discos com intuito de comemorar os dez anos da obra, apresentando grande parte dos materiais bônus da "Ultimate Toy Box", incluindo um especial de retrospectiva com John Lasseter, um mix de home theater, bem como uma nova imagem digital widescreen com a versão de 35 mm em tela cheia sendo mantida. Este DVD foi lançado no Disney Vault em 31 de janeiro de 2009, junto com Toy Story 2. A edição de 10.º Aniversário foi a última versão de Toy Story a ser lançada antes do rearranjo do Disney Vault juntamente com Toy Story 2. Também em 6 de setembro de 2005, um UMD de Toy Story contendo algumas cenas deletadas, uma reflexão dos cineastas e um novo "Legacy of Toy Story" foi lançado para o PlayStation Portable da Sony.
O filme foi lançado pela primeira vez em Blu-ray em um Pacote Combo de edição especial que incluía dois discos, o Blu-ray e suas versões em DVD. Essa edição combo foi lançada pela Walt Disney Studios Home Entertainment em 23 de março de 2010, junto com sua sequência. Houve um relançamento em DVD individual em 11 de maio de 2010. Outro conjunto "Ultimate Toy Box", unindo o Pacote Combo com as duas sequências, foi disponibilizado em 2 de novembro de 2010. Em 1 de novembro de 2011, os três primeiros filmes de Toy Story foram relançados todos juntos, cada um como DVD/Blu-ray/Blu-ray 3D/pacote combo Digital Copy (quatro discos para os dois primeiros filmes e cinco para o terceiro). Eles também foram comercializados em Blu-ray 3D em um box set completo da trilogia.

## Recepção

### Desempenho nas bilheterias
Antes do lançamento do filme, o produtor executivo e cofundador da Apple Inc. Steve Jobs declarou: "Se Toy Story for um sucesso modesto — digamos 75 milhões de dólares nas bilheterias, nós [Pixar e Disney] ficaremos empatados. Se fizer cem milhões de dólares, nós dois vamos ganhar dinheiro. Mas se for um verdadeiro blockbuster e arrecadar duzentos milhões ou mais, vamos ganhar um bom dinheiro e a Disney vai ganhar muito mais". Após seu lançamento em 22 de novembro de 1995, Toy Story conseguiu arrecadar mais de 350 milhões de dólares em todo o mundo. O então presidente da Disney, Michael Eisner, declarou: "Eu não acho que nenhum dos lados imaginava que Toy Story se sairia tão bem assim. A tecnologia é brilhante, o elenco é inspirado e acho que a história vai comover. Acredite em mim, primeiro concordamos em trabalhar juntos, nunca imaginamos que o primeiro filme deles seria a nossa grande atração das férias de 1995, ou que eles se tornariam conhecidos por causa disso". Nos primeiros cinco dias de comercialização (numa semana de Ação de Graças), arrecadou-se 39 071 176 de dólares. O longa ficou em primeiro lugar nas bilheteria do fim de semana, com 29,1 milhões de dólares angariados, e manteve-se na primeira posição nas bilheterias domésticas pelos próximos dois fins de semana. Toy Story foi a maior bilheteria de um filme nos Estados Unidos e no mercado mundial em 1995, superando Batman Forever, Apollo 13 (também estrelado por Tom Hanks), Pocahontas, Casper, Waterworld e GoldenEye. Na época de sua liberação, foi a terceira maior bilheteria de um filme do gênero (apenas The Lion King (1994) e Aladdin (1992) estavam à sua frente). Não considerando a inflação, até setembro de 2018, Toy Story estava na posição 96 das maiores bilheterias nos Estados Unidos de todos os tempos. O filme arrecadou 191,8 milhões de dólares no país e no Canadá e 181,8 milhões de dólares internacionalmente, somando um total mundial de 373,6 milhões de dólares. No momento de seu lançamento, a animação foi classificada como a 22.ª maior bilheteria doméstica de toda a história (em dólares não ajustados).

### Reação da crítica
Sim, nós nos preocupamos com o que dizem os críticos. Sim, preocupamos sobre como será a bilheteria de abertura. Sim, preocupamos sobre como será a bilheteria final. Mas, realmente, a principal razão de fazermos o que fazemos é entreter nosso público. Minha maior alegria como cineasta é entrar anonimamente na plateia de um dos nossos longas e ver as pessoas assistindo ao nosso filme. Porque elas são cem por cento honestas quando assistem a um filme. Ver a alegria em seus rostos, vê-las imergirem no nosso filme...para mim é a maior recompensa que eu poderia conseguir.

—John Lasseter a refletir sobre o impacto do filme
Toy Story recebeu aclamação da crítica em todos os países em que foi exibido e foi frequentemente considerado como um dos melhores filmes de 1995 pelos críticos cinematográficos e pela imprensa norte-americana e internacional. No Rotten Tomatoes, apresenta uma taxa de aprovação de 100% com base em 79 críticas, com uma classificação média de 9/10. O consenso crítico do site diz: "Tão divertido quanto inovador, Toy Story revigorou a animação enquanto anunciava a chegada da Pixar como uma força familiar a ser considerada". No Metacritic, tem uma pontuação de 95 em 100, tendo por base 26 críticas, o que indica que a obra tem "aclamação universal". O público pesquisado pelo site de pesquisa de mercado CinemaScore deram-lhe uma nota média "A" numa escala que vai de A+ a F.
Leonard Klady, da Variety, elogiou a "... técnica deslumbrante e visual incomum" da animação e acrescentou que "a câmera dá giros e zooms de uma forma vertiginosa que deixa a pessoa sem fôlego". Escrevendo para o Chicago Sun-Times, Roger Ebert comparou a animação inovadora do filme à de Who Framed Roger Rabbit, da Disney, dizendo que "ambos os filmes desmembram o universo dos visuais cinematográficos e os reúnem novamente, permitindo-nos enxergar de uma nova maneira". Devido à criatividade da animação, Richard Corliss afirmou à revista Time que a película foi "... a comédia mais criativa do ano". Em 2015, numa revisão ao site Plano Crítico, o brasileiro Guilherme Coral chamou-o de "um marco definitivo na história do cinema" e concluiu que "mesmo com seus gráficos de mais de vinte anos, o filme se sustenta com a mesma força de 1995, sendo facilmente uma obra atemporal que merece ser visitada e revisitada inúmeras vezes".
O elenco de vozes também foi elogiado por vários críticos. Susan Wloszczyna, do USA Today, aprovou a escolha de Hanks e Allen para os papéis principais. Em artigo publicado no Los Angeles Times, Kenneth Turan comentou que "começando com Tom Hanks, que traz um peso inestimável e credibilidade para Woody, Toy Story é um dos longas animados com melhor dublagem que se tem lembrança, com todos os atores ... fazendo suas presenças fortemente sentidas". Diversos analistas também reconheceram a capacidade do longa-metragem de atrair várias faixas etárias, especificamente crianças e adultos. À Entertainment Weekly, Owen Gleiberman escreveu: "Tem a pureza, a liberdade extática da imaginação, que é a marca registrada dos grandes filmes infantis. Também tem o tipo de brincadeira que às vezes diverte mais os adultos do que as crianças".
O cineasta Terry Gilliam elogiou o filme como "uma obra genial. Faz com que as pessoas entendam o que são os brinquedos. Eles são fiéis ao seu próprio caráter. E isso é simplesmente brilhante. Tem uma cena que sempre ficará comigo, quando Buzz Lightyear descobre que é um brinquedo. Ele está sentado naquele patamar no topo da escada, a câmera se afasta e ele é mostrado como aquela pequena figura. Ele era aquele cara com um enorme ego dois segundos antes... e é impressionante. Coloquei isso na lista dos meus dez melhores filmes, ponto final".

### Reconhecimento

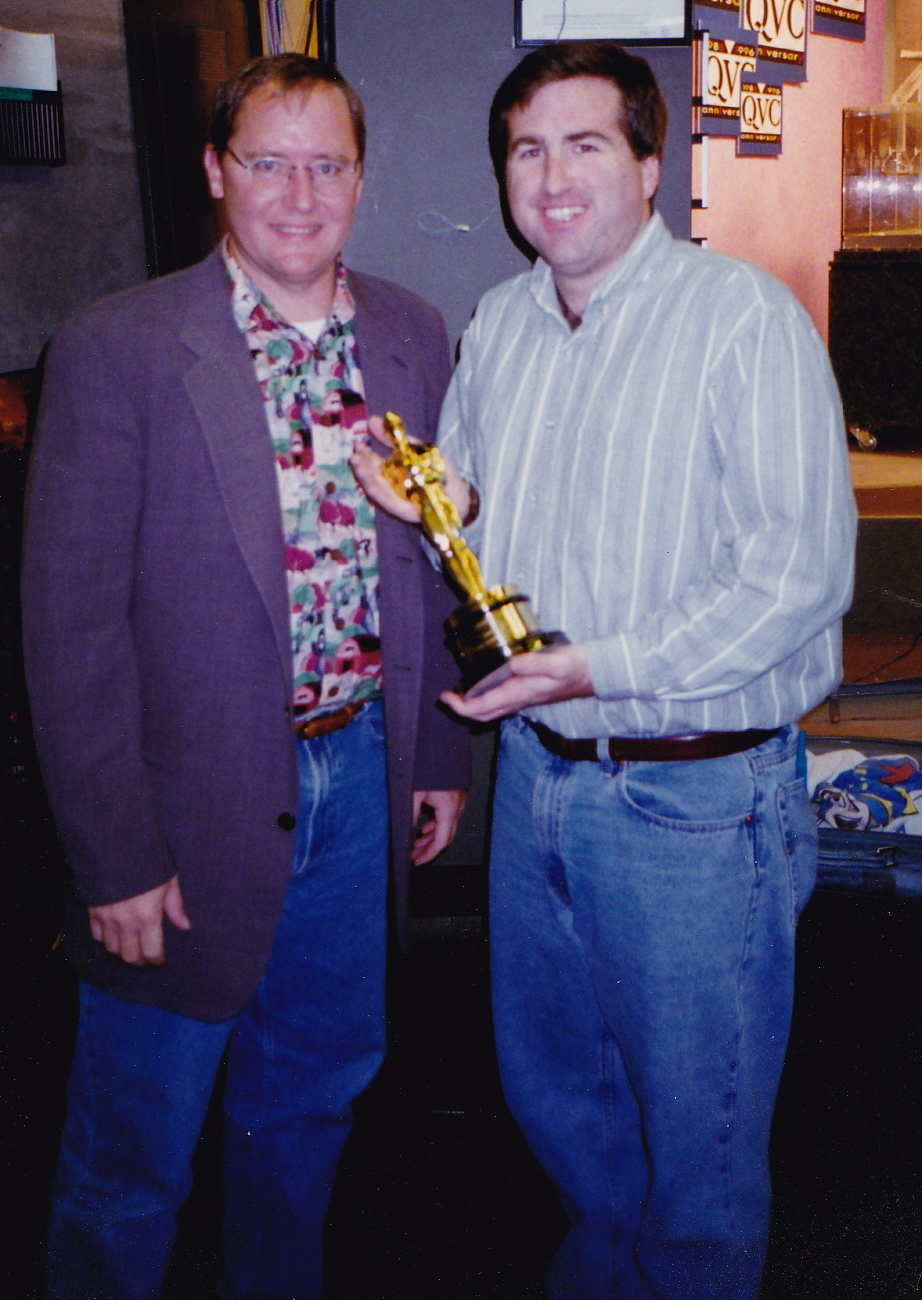
Lasseter (à esquerda) com o Oscar de Contribuição Especial

O filme recebeu vários prêmios e foi indicado a diversos outros, incluindo o Kids' Choice Award, o MTV Movie Award e o British Academy Film Award. John Lasseter recebeu o Óscar de Contribuição Especial em 1995 "pelo desenvolvimento e aplicação inspirada de técnicas que tornaram possível o primeiro longa-metragem de animação computadorizada". Além disso, recebeu três indicações ao Óscar de 1996, duas para Randy Newman por Melhor Canção Original ("You've Got a Friend in Me") e Melhor Trilha Sonora em Comédia e Melhor Roteiro Original pelo trabalho de Joel Cohen, Pete Docter, John Lasseter, Joe Ranft, Alec Sokolow, Andrew Stanton e Joss Whedon, tornando-o o primeiro filme animado a ser nomeado nesta categoria.
Toy Story venceu oito Annie Awards, incluindo "Melhor Longa-metragem de Animação". O animador Pete Docter, o diretor John Lasseter, o músico Randy Newman, os produtores Bonnie Arnold e Ralph Guggenheim, o designer de produção Ralph Eggleston e os roteiristas Joel Cohen, Alec Sokolow, Andrew Stanton e Joss Whedon receberam prêmios por "Melhor Contribuição Individual" em suas respectivas áreas de atuação por seu trabalho no filme. O longa-metragem também venceu o Annie de "Melhor Realização Individual" em conquista técnica. Ao Globo de Ouro, foi nomeado a Melhor Filme de Comédia ou Musical e Melhor Canção Original ("You've Got a Friend in Me"). Tanto na premiação da Los Angeles Film Critics Association quanto no Kansas City Film Critics Circle Award, venceu o prêmio de "Melhor Filme de Animação".
Em 1995, ficou em oitavo lugar na lista da Time dos "10 Melhores Filmes do Ano" e, em 2011, a revista nomeou-o como um dos "25 Melhores Filmes Animados de Todos os Tempos". Em 2003, a Online Film Critics Society catalogou-o como a melhor animação da história; por sua vez, a Rolling Stone escolheu-o como a 22.ª em sua publicação de mesmo conteúdo. Em 2005, juntamente com Toy Story 2, foi votado como o quarto melhor cartoon na pesquisa sobre os 100 Melhores Cartoons, promovida pelo Channel 4, atrás apenas de The Simpsons, Tom and Jerry e South Park. Dois anos depois, a Visual Effects Society colocou-o em 22.º lugar na lista dos "50 Filmes com Efeitos Visuais Mais Influentes do Cinema". Ele também ocupa o número 99 na lista da Empire dos "500 Melhores Filmes de Todos os Tempos", sendo, assim, o filme de animação mais bem classificado. A produção ocupa a mesma posição na lista do AFI dos "100 maiores filmes americanos de todos os tempos", tornando-se um dos únicos filmes de animação dessa lista, sendo o outro Branca de Neve e os Sete Anões (1937). Foi também considerado o sexto melhor filme do gênero animação na lista Top 10 do AFI. Está entre os dez melhores na Lista do BFI com os 50 filmes que você deveria ver até os 14 anos e faz parte dos "100 Melhores" do The Hollywood Reporter. O crítico Roger Ebert classificou-o como um dos "10 Filmes mais Influentes do Século XX", ao passo que o Filmsite.org inseriu-o entre os "Filmes Mais Influentes, Significativos e Importantes no Cinema Americano".

## Impacto cultural e legado
Toy Story teve um grande impacto na indústria cinematográfica com sua inovadora animação computadorizada. Após a estreia do filme, várias empresas se interessaram pela tecnologia usada nele. Fabricantes de processadores gráficos desejavam computar imagens semelhantes às da animação do filme para computadores pessoais; desenvolvedores de jogos eletrônicos queriam aprender a replicar a animação para videogames; e pesquisadores de robótica estavam interessados em implantar inteligência artificial em suas máquinas, de modo a convencer o público que um ser inanimado pode ter personalidade, inteligência e emoção, assim como os personagens do filme. Vários autores também compararam o filme a uma interpretação do romance Dom Quixote, bem como ao humanismo. Além disso, Toy Story deixou um impacto com seu lema "Ao Infinito e Além", sequências, software, entre outros. Em 2005 (10 anos depois do lançamento nos cinemas), o filme foi selecionado para preservação no National Film Registry pela Biblioteca do Congresso dos Estados Unidos, um dos únicos seis filmes a serem selecionados em seu primeiro ano de elegibilidade.
Iniciando uma tradição nos estúdios Pixar, Toy Story apresenta diversas referências à indústria cinematográfica. Por exemplo, o bule que Hannah usa quando brinca com Buzz é uma réplica do bule de Utah, um modelo usado na síntese de imagens 3D que se tornou um objeto de referência padrão na comunidade da computação gráfica. Na sequência em que Buzz é atingido pela luminária e cai pela janela aberta, ele berra o famoso grito Wilhelm, efeito sonoro recorrente no cinema. Muitas referências estão particularmente focadas na própria empresa Disney. Quando Buzz quer provar a Woody que ele sabe voar, é possível ver na parede uma imagem do Mickey Mouse numa réplica gigante de relógio de pulso; no final do filme, quando Woody e Buzz aproximam-se do carro da família de Andy e Molly os vê no espelho retrovisor, pode-se ouvir a música "Hakuna Matata", do longa O Rei Leão, lançado um ano antes.
O filme também é repleto de referências à história da Pixar e aos antigos curtas da empresa. Quando o entregador de pizza chega ao posto de gasolina, pergunta onde fica a West Cutting Boulevard, que era, na verdade, o endereço da Pixar Animation Studios em Richmond (Califórnia), no momento da produção do filme; desde 2000, os estúdios mudaram-se para Emeryville (Califórnia). A luminária de mesa e a bola amarela com uma estrela vermelha referem-se ao primeiro curta-metragem da Pixar, Luxo Jr., de 1986. Na cena em que Woody reúne o grupo de brinquedos, pode-se ver no fundo de uma prateleira um livro chamado Tin Toy, cujo autor mencionado é Lasseter (uma referência a John Lasseter); deste curta feito em 1988 por Lasseter veio a inspiração para Toy Story. Há também um livro chamado Knick Knack, outro curta da Pixar, lançado em 1989. Toy Story também marca o começo de uma longa lista de aparições de objetos recorrentes nos filmes da Pixar. O código A113, originalmente o número de uma sala da CalArts (escola onde Lasseter e Brad Bird trabalharam) e que apareceria em todos os outros longas da Pixar, é visto na placa de identificação da minivan da mãe de Andy. Também no filme é apresentada a empresa Dinoco, que também apareceria em Carros e Wall-E, bem como a rede de pizzarias Pizza Planet, cujo caminhão de entrega aparecerá em quase todos os longas-metragens do estúdio.

### "Ao infinito... e além!"
O lema clássico de Buzz Lightyear, "To infinity... and beyond!" ("Ao infinito... e além!", no Brasil, e "Para o infinito e mais além", em Portugal), tem sido usado não apenas em publicidade temática, mas também entre filósofos e teóricos matemáticos. Durante a missão STS-124, em 2008, os astronautas levaram uma action figure de Buzz Lightyear para o espaço no ônibus espacial Discovery como parte de uma experiência educacional para os alunos, enquanto enfatizavam o lema. O boneco foi usado durante a realização de experimentos em gravidade zero. Nesse mesmo ano, foi noticiado que um pai e um filho repetiam continuamente a frase para ajudá-los a manter o controle um do outro após serem arrastados por uma correnteza e ficarem imersos por 15 horas nas águas do Oceano Atlântico. A frase aparece na letra da canção "Single Ladies (Put a Ring on It)" (2008), de Beyoncé, durante a ponte da música.

### Outras influências
O elenco de personagens de Toy Story formam a base para a nomenclatura do sistema operacional Debian, desde o Debian 1.1 Buzz, o primeiro lançado com um nome de código, em 1996, ao Debian 11 Bullseye, a mais recente versão a ser lançada futuramente. Em 2013 a Pixar inaugurou a "Gromit Lightyear", escultura inspirada no personagem Gromit, da Aardman Animations como contribuição para a iniciativa beneficente Gromit Unleashed, sendo a obra vendida por 65 000 libras.

## Controvérsias
Alguns elementos do filme foram apontados como tendo semelhança a um telefilme de 1986, The Christmas Toy, produzido pela The Jim Henson Company. Assim como em Toy Story, no telefilme os personagens centrais são um grupo de brinquedos que ganham vida quando os humanos não estão por perto, sendo o protagonista um tigre de pelúcia chamado Rugby, que se torna inseguro ao ver que sua dona recebe um novo brinquedo que pode substituí-lo. Além disso, a rival de Rugby, Meteora, é uma boneca espacial egocêntrica que tem dificuldade de diferenciar realidade e fantasia e não tem noção de que ela é apenas um brinquedo. A produção também conta com uma boneca Barbie que em certo ponto do filme usa o figurino de Little Bo Peep, personagem que é o interesse romântico de Woody em Toy Story; também aparece um urso de pelúcia desgastado que funciona como o sábio líder de um parque infantil e que recepciona novos brinquedos, o que remeteria ao personagem Lotso, de Toy Story 3.
A animação brasileira Cassiopeia, lançada em fevereiro de 1996, disputa com Toy Story o título de primeiro filme inteiramente digital já feito. Dirigido pelo cineasta Clóvis Vieira, o filme começou a ser produzido em 1992, com equipamentos modestos, e levou quatro anos para ficar pronto, sendo lançado em circuito bem restrito. O diretor alega que Cassiopéia preparava-se para ser o primeiro longa-metragem digital, com possibilidade de arrebatar um Óscar técnico, não fosse uma série de contratempos e a poderosa mobilização da Disney na época que, ao saber que na América do Sul estava sendo feito um filme totalmente em computação gráfica, teria se antecipado e terminado um projeto equivalente em primeiro lugar. Os produtores da animação brasileira alegam que a criaram de forma totalmente computadorizada desde o início, sem nenhuma imagem construída fora do computador, enquanto que os personagens de Toy Story, visualmente mais complexos, foram modelados primeiramente em bonecos de argila para só depois serem digitalizados. Contudo, Vieira declarou, na época do lançamento de Cassiopeia, que preferia não alimentar polêmicas. "Seria o mesmo que ficarmos discutindo quem é o verdadeiro inventor do avião, Santos Dumont ou os irmãos Wright", afirmou ele.
Em 2017, Mike Mozart, artista da Pixar envolvido na criação de Toy Story, revelou em um canal do Youtube a história de um personagem que não apareceu no longa-metragem nem em suas continuações, o pai do personagem Andy. Segundo Mozart, o falecido roteirista Joe Ranft contou-lhe que o pai de Andy, que tinha o mesmo nome do filho, teve poliomielite na infância e seus pertences tiveram de ser queimados (uma antiga medida de segurança), mas três de seus brinquedos foram salvos e guardados no sótão por vários anos: Woody, Sr. Cabeça de Batata e Slinky Dog. Sr. Andy cresceu, sua saúde melhorou, ele casou-se e teve seu filho, Andy Jr. Antes de morrer, afetado novamente pela doença, o pai teria passado seus velhos brinquedos ao filho; estes não perceberam que o tempo passou e que Andy é outro garoto, pois ele é muito parecido com o pai quando criança. A Disney não confirmou a história. O corroteirista e codiretor da obra original, Andrew Stanton, em sua conta no Twitter, desmentiu Mozart, afirmando: "Notícia completamente falsa. Podem sossegar, não há nada disso, pessoal". Entretanto, Mozart reiterou sua história em comunicado à imprensa, enfatizando que "Não é uma teoria. Essa história me foi contada por Joe Ranft há 12 ou 14 anos durante um almoço".

## Franquia expandida

### Sequências e filme derivado
Toy Story originou uma franquia que já conta com três sequências lançadas entre 1999 e 2019, além de um quinto filme programado para estrear em 2026. Inicialmente, a primeira sequência da animação seria um lançamento direto para vídeo, cujo desenvolvimento iniciaria a partir de 1996. No entanto, depois que o elenco do primeiro filme retornou e a história foi considerada melhor do que a de uma produção para vídeo, foi anunciado em 1998 que a sequência seria lançada nos cinemas.
Lançado em 24 de novembro de 1999, Toy Story 2 contou com o retorno da maior parte do elenco da obra original e sua trama gira em torno de Buzz liderando os brinquedos de Andy numa missão de resgate a Woody depois que este é roubado por um colecionador de brinquedos ganancioso intepretado por Wayne Knight. O filme foi igualmente bem recebido pelos críticos, muitos dos quais o consideraram ainda melhor que o original, recebendo um raro percentual de aprovação de 100% no Rotten Tomatoes, com base em 163 críticas. No Metacritic, o filme recebeu uma classificação favorável de 88/100 com base em 34 críticas. O filme foi lançado em 3 257 cinemas e arrecadou 485 milhões de dólares mundialmente, tornando-se o segundo filme de animação mais bem-sucedido, depois de The Lion King, na época de seu lançamento.
Toy Story 3 foi lançado em 18 de junho de 2010 e sua história centra-se em Andy, agora adolescente, preparando-se para ir para a faculdade, enquanto os brinquedos são acidentalmente doados para uma creche. Uma vez lá, eles precisam se apressar em voltar para casa antes que Andy vá embora. Mais uma vez, a maioria dos dubladores dos dois primeiros filmes retornou, porém Slinky Dog foi dublado por Blake Clark, uma vez que Jim Varney faleceu em 2000. Foi o primeiro filme da franquia lançado em 3D em sua estreia, uma vez que os dois anteriores foram originalmente lançados em 2D e posteriormente convertidos para o 3D e relançados como sessão dupla em 2009. Assim como seus antecessores, Toy Story 3 foi bastante aclamado pela crítica, recebendo uma taxa de aprovação de 99% no Rotten Tomatoes. Também arrecadou mais de 1 bilhão de dólares em todo o mundo, tornando-se o filme animado de maior bilheteria até o lançamento de Frozen, em 2013.
Uma terceira sequência, Toy Story 4, estreou em 20 de junho de 2019. John Lasseter foi inicialmente anunciado como diretor, mas ele foi afastado do projeto e substituído por Josh Cooley. A produção mostrou os brinquedos à procura da boneca Betty, que foi doada antes dos eventos do terceiro filme. A maior parte do elenco dos filmes anteriores reprisou novamente seus papéis. O intérprete do Sr. Cabeça de Batata, Don Rickles, falecido em 2017 antes da gravação dos diálogos, teve sua voz incluída no filme através de falas reaproveitadas de material de arquivo. Um filme derivado com a estrutura de história dentro de uma história, intitulado Lightyear, estreou em 17 de junho de 2002 e traz Chris Evans interpretando o Buzz Lightyear original, em quem o brinquedo dado a Andy no primeiro filme foi baseado.

### Televisão e curtas-metragens
Toy Story originou um spin-off em animação direto para vídeo, Buzz Lightyear of Star Command: The Adventure Begins, bem como uma série animada de televisão, Buzz Lightyear of Star Command. O filme e a série mostram Buzz Lightyear e seus amigos do Comando Estelar defendendo a justiça através da galáxia. Embora o filme tenha sido criticado por não usar a mesma técnica de animação de Toy Story e Toy Story 2, vendeu três milhões de cópias em VHS e DVD em sua primeira semana de lançamento. A série, que teve 65 episódios, trouxe ainda mais publicidade e aclamação da crítica, ganhando um Daytime Emmy em 2001 por sua edição de som.
Após o lançamento de Toy Story 3, uma série de curtas-metragens intitulada Toy Story Toons foi exibida nos cinemas antes de outras atrações da Disney: Hawaiian Vacation (exibido antes de Cars 2), mostrando Barbie e Ken em férias no quarto de Bonnie; Small Fry (antes de The Muppets), mostrando Buzz sendo esquecido em um restaurante de fast-food; e Partysaurus Rex (antes do relançamento em 3D de Finding Nemo), que mostra Rex conhecendo brinquedos de banho e fazendo uma festa com eles. Em outubro de 2013, a ABC exibiu o curta Toy Story of Terror, promovendo-o como o primeiro especial de televisão da Pixar. Na atração, o Sr. Cabeça de Batata desaparece e os outros brinquedos precisam encontrá-lo. Em 2 de dezembro de 2014, a emissora levou ao ar Toy Story That Time Forgot. Na história, o grupo principal está preso no quarto com os Battlesaurs, um grupo de brinquedos guerreiros dinossauros humanoides que não sabem que são brinquedos e que devem escapar.

### Softwaree produtos licenciados
O Disney's Animated Storybook: Toy Story e o Disney's Activity Center: Toy Story foram lançados para Windows e Mac OS. Disney's Animated Storybook: Toy Story foi o título de software de melhor desempenho comercial em 1996, com mais de 500 000 cópias vendidas. Dois jogos eletrônicos foram lançados a partir do filme: o videogame Toy Story para Mega Drive, Super Nintendo Entertainment System, Game Boy e PC, bem como o Toy Story Racer para PlayStation (contendo elementos de Toy Story 2). A Pixar criou animações originais para todos os jogos, incluindo sequências totalmente animadas para os títulos de PC.
Antes da estreia, houve o lançamento de inúmeros produtos associados a Toy Story, incluindo imagens em embalagens de alimentos. Uma variedade de produtos licenciados foi lançada durante a exibição do filme nos cinemas e seu lançamento inicial em VHS, tais como brinquedos, roupas, calçados, entre outras coisas. As primeiras figuras de ação de Buzz Lightyear e do Xerife Woody foram inicialmente ignoradas pelos varejistas. No entanto, depois que mais de 250 000 bonecos de cada personagem foram vendidos antes do lançamento do filme, a demanda continuou a se expandir, alcançando mais de 25 milhões de unidades vendidas até 2007.

### Espetáculos musicais
Em novembro de 1996, o enredo do filme foi adaptado para o Disney on Ice: Toy Story, um espetáculo de patinação no gelo realizado no Madison Square Garden que contou com as vozes originais do elenco e usou toda a trilha sonora de Randy Newman. A adaptação teatral Toy Story: The Musical, produzido pela Disney Creative Entertainment, estreou a bordo do navio de cruzeiro Disney Wonder em abril de 2008. Para traduzir os personagens animados por computação gráfica para o palco, a produção transformou alguns brinquedos em marionetes infláveis ou personagens com rosto interpretados por atores, bem como usou projeções como pano de fundo.

### Atrações em parques temáticos

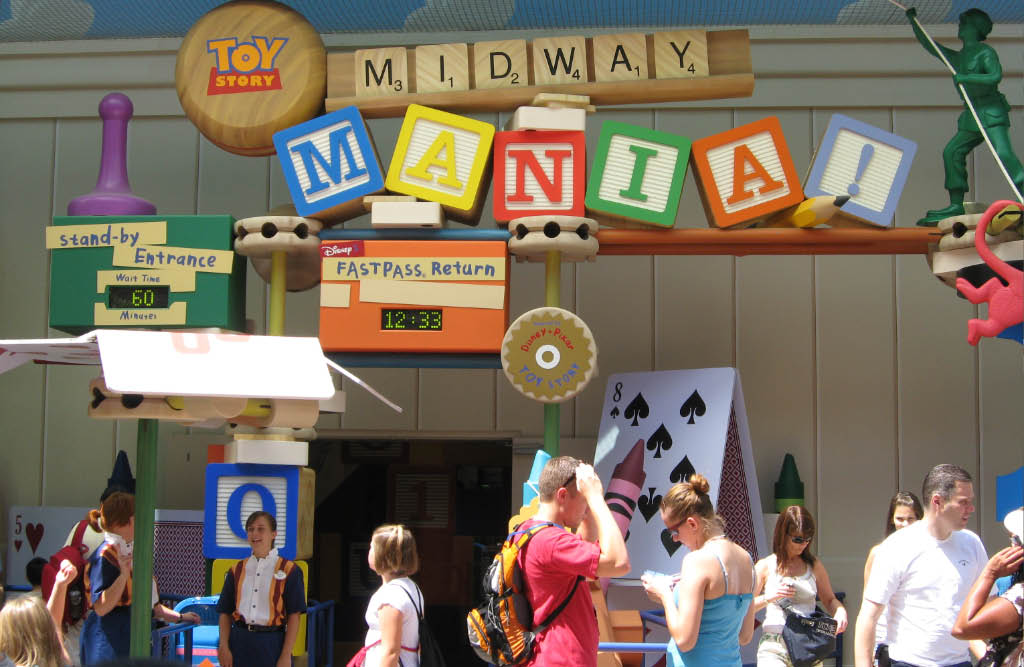
Entrada da atração Toy Story Midway Mania, no Disney's Hollywood Studios, na Flórida

Toy Story e suas sequências inspiraram várias atrações nos parques temáticos do Walt Disney World e da Disneylândia. No Magic Kingdom, o Buzz Lightyear's Space Ranger Spin convida os visitantes do parque a se tornarem cadetes na Patrulha Espacial do Buzz. Dentro de seu veículo especial, os visitantes passam por vários locais onde se deparam com os capangas do Imperador Zurg e disparam "canhões de laser" em seus alvos identificados com a letra Z, marcando pontos para cada acerto. Por sua vez, a Disneylândia possui uma atração similar, chamada Buzz Lightyear's Astro Blasters, com a exceção de que os canhões de laser são portáteis em vez de acoplados ao veículo. Existe no DisneyQuest, do Walt Disney World, uma atração com nome quase idêntico ao da Disneylândia, o Buzz Lightyear's Astroblasters, porém, trata-se de uma atração com carrinhos bate-bate na qual os visitantes competem entre si não apenas colidindo os veículos um contra o outro, mas também atirando "asteroides" (bolas de espuma) um no outro.
O Toy Story Mania, no Walt Disney World dos Disney's Hollywood Studios, e o Disney California Adventure, da Disneylândia, apresentam uma série de jogos de habilidade interativos apresentados pelos personagens de Toy Story. Os visitantes locomovem-se em veículos enquanto usam óculos 3D e usam um canhão à corda para lançar anéis virtuais, dardos, bolas de beisebol, etc. A Disney anunciou uma atualização da atração para incluir personagens de Toy Story 3 vários meses antes do lançamento do filme.
O World of Color no Disney California Adventure é um grande espetáculo noturno de água e luz. Algumas cenas projetadas nas telas de água apresentam animações dos filmes da franquia. Tanto a Disneyland Paris quanto a Hong Kong Disneyland contam com uma atração chamada Toy Story Playland, inauguradas em agosto de 2010 e novembro de 2011, respectivamente. A área foi projetada para criar a ilusão de "encolher o visitante" ao tamanho de um brinquedo, para que ele possa brincar no quintal do Andy ao longo de vários passeios temáticos. Em 30 de junho de 2018, foi inaugurada no Disney's Hollywood Studios a Toy Story Land, apresentando entre suas atrações a montanha-russa Slinky Dog Dash e o brinquedo giratório Alien Swirling Saucers, com a temática dos pequenos bonecos alienígenas verdes do filme.

### Projeto relacionado
Em janeiro de 2013, uma versão live action dirigida por dois fãs do filme foi postada no YouTube e fez bastante sucesso na plataforma, recebendo mais de 250 000 visualizações em menos de 24 horas. Com uma grande equipe envolvida, os cineastas amadores usaram o áudio original do filme e por meio de marionetes, cordas, chroma key e stop motion reproduziram com brinquedos e pessoas reais as cenas da animação. A produção chamou a atenção da própria Pixar que, apesar de ter demorado a dar permissão para a refilmagem, chegou a convidar os diretores para uma visita ao estúdio e os autorizou a distribuir cópias do vídeo em DVD.